# Liste der Monuments historiques in Bœrsch
Die Liste der Monument historique in Bœrsch verzeichnet alle klassifizierten und eingetragenen Monuments historiques in der elsässischen Stadt Bœrsch.

## Liste der Monuments historiques
| Bezeichnung                | Beschreibung | Standort                            | Kennzeichnung | Schutzstatus   | Datum     | Bild           |
| -------------------------- | --- | ----------------------------------- | ------------- | -------------- | --------- | -------------- |
| Ölbergkapelle              | Das Heiligenhäuschen beherbergt eine Ölberg-Darstellung aus Sandstein aus dem Jahr 1602. Die Szene wird von einem Kreuzrippengewölbe überwölbt. Die Rückwand ist mit einer Landschaft bemalt. Voluten zieren das Kapellchen, zwei Rundsäulen auf hohen Sockeln tragen das weit überstehende Dach. In der Seitenwand Grabplatte mit Kruzifix-Darstellung (1678). | Rue de l’Église (Lage)              | PA00084628    | Inscrit        | 1930      | weitere Bilder |
| Schloss Leonardsau         | Das kleine Jagdschloss wurde von Baron Albert de Dietrich erbaut. Der mit historisierenden Elementen aus Renaissance und Gotik geschmückte Gebäudekomplex ist verputzt, wird aber von Sandsteinlisenen, Pilastern und Gesimsen gegliedert. Türmchen und Erker lockern die Fassade auf. Das Gebäude entstand in mehreren Bauetappen. Kern ist eine Villa von Architekt Louis Feine aus den Jahren 1899/1900. 1909/10 entstand ein Westflügel, 1921 ein Ostflügel. Das Anwesen liegt in einem 9 ha großen Park. Claude Chabrol drehte hier 1971 seinen Film Der zehnte Tag. | Saint-Leonardsau (Lage)             | PA00085289    | Inscrit        | 1986 1990 | weitere Bilder |
| Corps de garde             | Der Gardehof besteht aus zwei spitzwinklig zueinanderstehenden Häusern, in deren Mitte ein Hof liegt, den man über ein Rundbogenportal betritt. Beide Häuser mit Walmdach besitzen ein hohes Erdgeschoss aus Stein und ein Obergeschoss in Fachwerkbauweise. Auch der Giebel wurde in Fachwerk ausgeführt. Das südliche Haus wurde 1662 erbaut, war Gardehof und Schule. Das Gebäude im Norden ist etwas aufwendiger gearbeitet und Ratsgebäude. Über der Eingangstür prangt das Erbauungsdatum (1626) und eine Kartusche mit dem Wappen der Stadt Bœrsch. In einem der Fensterpfosten ist ein großer Fisch geschnitzt. | 1 rue du Rempart (Lage)             | PA00084629    | Inscrit        | 1930      | weitere Bilder |
| Kirchturm von St-Médard    | Die erste Kirche des Ortes wurde im 12. Jahrhundert errichtet, fiel jedoch 1385 einem Brand zum Opfer. Nur die beiden unteren Geschosse des Turmes blieben erhalten. Im 14. und 15. Jahrhundert erhielt der Ort eine neue Kirche, die bis in die zweite Hälfte des 18. Jahrhunderts blieb. Die heutige Kirche entstand in den Jahren 1769 bis 1771. Der Turm aus dem 12. Jahrhundert wurde um zwei Stockwerke erhöht. 1878 wird der Turm um ein weiteres Stockwerk im neogotischen Stil erhöht. Die beiden unteren Geschosse des Turmes sind vom Stil der Romanik geprägt. Auf das Erdgeschoss aus Sandstein folgt ein Obergeschoss mit Lisenen und Bogenfriesen. | Rue de l’Église (Lage)              | PA00084630    | Inscrit        | 1930      | weitere Bilder |
| Rathaus                    | Das Rathaus wurde 1565 Lux Steckel mit ursprünglich offenem Erdgeschoss erbaut. 1572 vergrößerte man das Gebäude nach Süden und erbaute einen Treppenturm. 1617 baute der Bildhauer Jakob Zumsteg an der Südwestecke einen Erker an. Die Ostfassade stammt aus den Jahren 1859/60. 1986 wurde auf einer Giebelseite eine Treppe angebaut. Die Westfassade wird bestimmt von einem nahezu komplett in das Gebäude geschobenen runden Treppenturm mit Kegeldach. Der neuere Gebäudeteil wird von Geschossgesimsen gegliedert. An seiner Südwestecke sitzt in den beiden Obergeschossen ein Erker mit Söller und steinerner Balustrade. Die Fensterbrüstungen sind mit Renaissance-Motiven geschmückt.                                                                                    | 1, place de l’Hôtel-de-Ville (Lage) | PA00084631    | Inscrit        | 1930      | weitere Bilder |
| Wohnhaus                   | Das 1624 für einen Küfer erbaute Wohnhaus ist ein zweigeschossiger giebelständiger Bau mit Walmdach. Das Erdgeschoss wurde in Stein ausgeführt, das darüber liegende Obergeschoss und die Giebelwand in Fachwerkbauweise. An einem Fenster mit gitterartiger Brüstung finden sich figurative Schnitzereien. | 15 rue du Rempart (Lage)            | PA00084632    | Classé         | 1930      | weitere Bilder |
| Wohnhaus                   | Das 1604 erbaute Wohngebäude wurde im einfachen Renaissance-Stil erbaut. Die Symbole an der Tür (Rebmesser und Traube) deuten auf einen Winzer als Besitzer hin. Das Erdgeschoss wurde in Stein ausgeführt, das darüber liegende Obergeschoss und die Giebelwand in Fachwerkbauweise. Das Fachwerk um die Fenster wurde mit für die Region typischen Blattwerk-Schnitzereien verziert. | 25 rue du Rempart (Lage)            | PA00084633    | Inscrit        | 1930      | weitere Bilder |
| Deutschordenskommende      | Der zweigeschossige leicht asymmetrische Putzbau wurde 1499 für den Deutschen Orden errichtet. Die Fassade des Gebäudes wird von zwei mächtigen seitlichen Zwerchhäusern bestimmt, die die Giebelseite der Seitenflügel der hufeisenförmigen Anlage bilden. Ein mächtiges Rundtor neben der rundbogigen Eingangspforte führt in den Innenhof. | 4 rue du Dôme (Lage)                | PA00132523    | Inscrit        | 1994      | weitere Bilder |
| Sechs-Eimer-Brunnen        | Der 1617 von Jakob Zumsteg errichtete Brunnen ist ypisch für die Region des Elsass und im Renaissancestil erbaut. Auf der Brüstung stehen drei Säulen mit korinthisch anmutenden Kapitellen, die einen dreigiebeligen Aufbau tragen. eine Kartusche verzeichnet die Namen von hohen Bürgern der Stadt. Darunter eine weitere mit dem Namen des Erbauers und dem Erbauungsjahr. | Place de l’Hôtel-de-Ville (Lage)    | PA00084634    | Classé         | 1900      | weitere Bilder |
| Renaissancebrunnen         | Der Brunnen liegt im Innenhof des alten Kartäuserhofs aus dem 16. Jahrhundert in der Rue Sainte-Odile. Erbaut wurde er 1565 als Jochbrunnen auf zwei strukturieren quadratischen Säulen mit Reliefschmuck. | 20-22 rue Sainte-Odile (Lage)       | PA00084635    | Inscrit        | 1930      |                |
| Reste der Stadtbefestigung | 1340 entließ der Bischof von Straßburg die Stadt aus seinem Besitz und erhob sie zur Stadt. Zum Schutz errichtete man in dieser Zeit eine Ummauerung. Von den ursprünglich vier Stadttoren sind noch drei erhalten. Das untere Geschoss des Niedertors mit hohem Walmdach stammt aus dem 14. Jahrhundert und öffnet sich mit Spitzbogen. Die oberen Geschosse sind im 15. Jahrhundert entstanden. In einer Nische Madonnenfigur mit Kind. Das Obertor stammt aus dem 14. Jahrhundert. Der obere Teil wurde 1826 zerstört und 1907 wiederaufgebaut. Ein Fresko zeigt den hl. Medardus. Das zweigeschossige Aftertor ist Nieder- und Obertor sehr ähnlich und besitzt ein hohes und steiles Walmdach. Grob behauene Sandsteine ziert das Erdgeschoss, Quaderungen betonen die Turmecken. | (Lage)                              | PA00084636    | Classé Inscrit | 1900 2012 | weitere Bilder |

## Liste der Objekte
| Bezeichnung                        | Beschreibung | Standort                       | Kennzeichnung | Schutzstatus | Datum | Bild           |
| ---------------------------------- | --- | ------------------------------ | ------------- | ------------ | ----- | -------------- |
| Marienaltar                        | Seitenaltar; Holz, farbig gefasst, versilber und vergoldet, um 1770 | in der Kirche St-Médard (Lage) | PM67001576    | Inscrit      | 1995  |                |
| Chorbänke und Wandverkleidung      | Holz und Marmor, um 1770 | in der Kirche St-Médard (Lage) | PM67001579    | Inscrit      | 1995  |                |
| Sechs Altarleuchter und Altarkreuz | Holz, vergoldet, Korpus aus Gusseisen, erste Hälfte des 18. Jahrhunderts | in der Kirche St-Médard (Lage) | PM67001582    | Inscrit      | 1995  |                |
| 16 Prozessionsstäbe                | Holz und Ölfarbe auf Metall, Ende des 19. Jahrhunderts | in der Kirche St-Médard (Lage) | PM67001584    | Inscrit      | 1995  |                |
| Taufbecken                         | Sandstein und Holz, 1772 | in der Kirche St-Médard (Lage) | PM67001580    | Inscrit      | 1995  |                |
| Skulptur Madonna mit Kind          | Holz, farbig gefasst, versilbert und vergoldet, Ende des 18. Jahrhunderts | in der Kirche St-Médard (Lage) | PM67001581    | Inscrit      | 1995  |                |
| Hauptaltar                         | Altartisch, Tabernakel, Retabel, Gemälde Heiliger Brictius und Tondo Herz Jesu;Sandstein, Marmor und Holz, farbig gefasst, versilbert und vergoldet, sowie Ölfarbe auf Leinwand, 1770 bis 1773 | in der Kirche St-Médard (Lage) | PM67001575    | Inscrit      | 1995  | weitere Bilder |
| Sebastiansaltar                    | Seitenaltar; Holz, farbig gefasst, versilbert und vergoldet, um 1770 | in der Kirche St-Médard (Lage) | PM67001577    | Inscrit      | 1995  |                |
| Kanzel                             | Holz, farbig gefasst, versilbert und vergoldet, um 1770 | in der Kirche St-Médard (Lage) | PM67001578    | Inscrit      | 1995  | weitere Bilder |
| Zwei Prozessionsleuchter           | Holz, farbig gefasst und vergoldet, Ende des 19. Jahrhunderts | in der Kirche St-Médard (Lage) | PM67001583    | Inscrit      | 1995  |                |